# Tigranocerta
Tigranocerta (en armeni Տիգրանակերտ, en grec antic Τιγρανόκερτα) va ser una ciutat d'Armènia, capital del regne, construïda per Tigranes II d'Armènia el gran cap a l'any 78 aC, al centre dels seus dominis, i a la que va donar el seu nom.
La ubicació de la ciutat no està ben establerta. Estrabó la situa a Migdònia, Eutropi a l'Arzanene, Lehmann-Haupt pensa que seria la futura Martiriòpolis i després Mayyafariqin entre l'Arzanene i la Sofanene, D'Anville considera que després va ser Arsamòsata (ciutat tampoc localitzada). I encara hi ha altre teories.
La ciutat es va poblar amb adiabens (assiris) i gordians (kurds). També s'hi va portar molts habitants de Mazaca, la capital de Capadòcia, capturats en un atac al país l'any 78 aC o 77 aC, i de la colònia grega de Soli, a Cilícia.
El general romà Luci Licini Lucul·le va iniciar l'ofensiva contra Tigranes amb ajut d'Ariobarzanes de Capadòcia, atacant Melitene, creuant l'Eufrates per Tomisa, i entrant a la Sofene per avançar en direcció cap a Tigranocerta. Tigranes va enviar un cos d'exèrcit sota el comandament del general Mitrobarzanes, que el legat romà Sextili va aniquilar. Tigranes llavors es va retirar cap al nord, a l'Armènia pròpia junt amb totes les tropes dirigides pel governador de Síria Magadates, deixant la zona del sud del Tigris defensada per son germà Guras a la fortalesa de Nisibe, i el seu lloctinent Mankaios a Tigranocerta. Lucul·le va arribar davant Tigranocerta, i en va ocupar la rodalia i algun palau fora ciutat, però els mercenaris grecs i cilicis van resistir amb coratge i van usar nafta en flames, versió armènia del foc grec. Mentrestant arribaven a la regió del llac Van les forces enviades pels vassalls: els reis d'Adiabene i Atropatene amb els seus exèrcits, i nombrosos contingents d'ibers, albans i àrabs. Al mateix temps Mitridates marxava cap a la regió amb els seus lleials, precedit pel seu general Tàxiles, que va aconsellar a Tigranes no arriscar-ho tot en una sola batalla i fer petits combats i, aprofitant la superioritat de la cavalleria armènia, tallar les línies de subministrament dels romans; el rei no el va escoltar i va avançar cap a Tigranocerta. Una avantguarda de sis mil homes va trencar les línies romanes amb un núvol de fletxes i va entrar a la ciutat assetjada, i es va emportar a la reina i el tresor, tornant a passar per les línies romanes. Lucul·le, assabentat de l'arribada del rei armeni, va deixar davant la ciutat sis mil homes sota el comandament del seu lloctinent Murena i amb la resta, uns dotze mil homes i tres mil cavallers, va sortir a buscar a Tigranes. El combat decisiu va tenir lloc el 6 d'octubre del 69 aC a la riba del Tigris, probablement una mica més amunt del lloc de confluència del Centrites (Bohtan Su). Tigranes manava el centre, la dreta era del rei d'Atropatene (gendre de Tigranes) i l'esquerra del d'Adiabene. Lucul·le, amb una brillant estratègia, va obtenir una victòria completa i Tigranes i els seus es van retirar, i Síria i la regió al sud del Tigris ja es podia donar per perduda. Els mercenaris grecs i cilicis de Tigranocerta van desertar i Lucul·le hi va fer la seva entrada i va permetre el retorn a casa seva de tots aquells que ho van voler, especialment els grecs. Va saquejar la ciutat.
Una altra ciutat de nom Tigranocerta va existir al nord-est d'Armènia, segurament al Gardman, anomenada Tigranocerta del Caucas.